# Baltic Queen
Baltic Queen — грузопассажирский RoPax-паром, построенный на верфи концерна STX Europe в Финляндии по заказу компании Tallink в 2008 г. Используется на линии Таллин — Мариехамн — Стокгольм с 2009 года. Третье из однотипных судов класса Galaxy. Ранее, в 2006 году, введён в эксплуатацию первый паром серии Galaxy, а затем, 15 июля 2008 года, введено в эксплуатацию судно Baltic Princess.

## История судна
Судно было заказано 11 апреля 2007 года. Вопрос, на какой линии будет эксплуатироваться судно, долгое время оставался открытым. О том, что новое судно скорее всего заменит уходящую в ремонт Silja Europa на линии Турку — Мариехамн — Стокгольм, сообщил 5 ноября председатель правления Таллинка Энн Пант (Enn Pant). 22.04.2008 г. в Раума заложили киль, и в конце этого же года, 5 декабря, судно было спущено на воду и получило имя Baltic Queen (Балтийская королева). Крёстной матерью стала четырёхлетняя внучка руководителя Tallink Silja Oy Кейо Мехтосе (Keijo Mehtose) Меа Мехтонен (Mea Mehtonen).
Дочерняя фирма группы Таллинк (Tallink Grup) Tallink High Speed Line Ltd. осуществила приёмку судна на судостроительном заводе STX Europe в Раума 16 апреля 2009 года. Baltic Queen прибыла в Таллинн 19 апреля, где 22 апреля состоялось совместное мероприятие, организованное для клиентов компаниями Таллинк, Таллинский порт и банк SEB. 23 апреля 2009 года в Таллинском порту состоялся день открытых дверей.

## Эксплуатация
В первый пассажирский рейс паром Baltic Queen ушёл 24 апреля.
С 26 ноября по 11 декабря 2009 Baltic Queen заменяла ушедшую на ремонт Silja Europa на линии Турку — Стокгольм. 20 мая 2011 г. в рамках Европейского дня моря группа эстонских силачей сдвинула Baltic Queen с места и установила мировой рекорд, протащив судно более чем на 10 м.

## Фотогалерея

День открытых дверей на Baltic Queen в Таллине 23 апреля 2009 г.
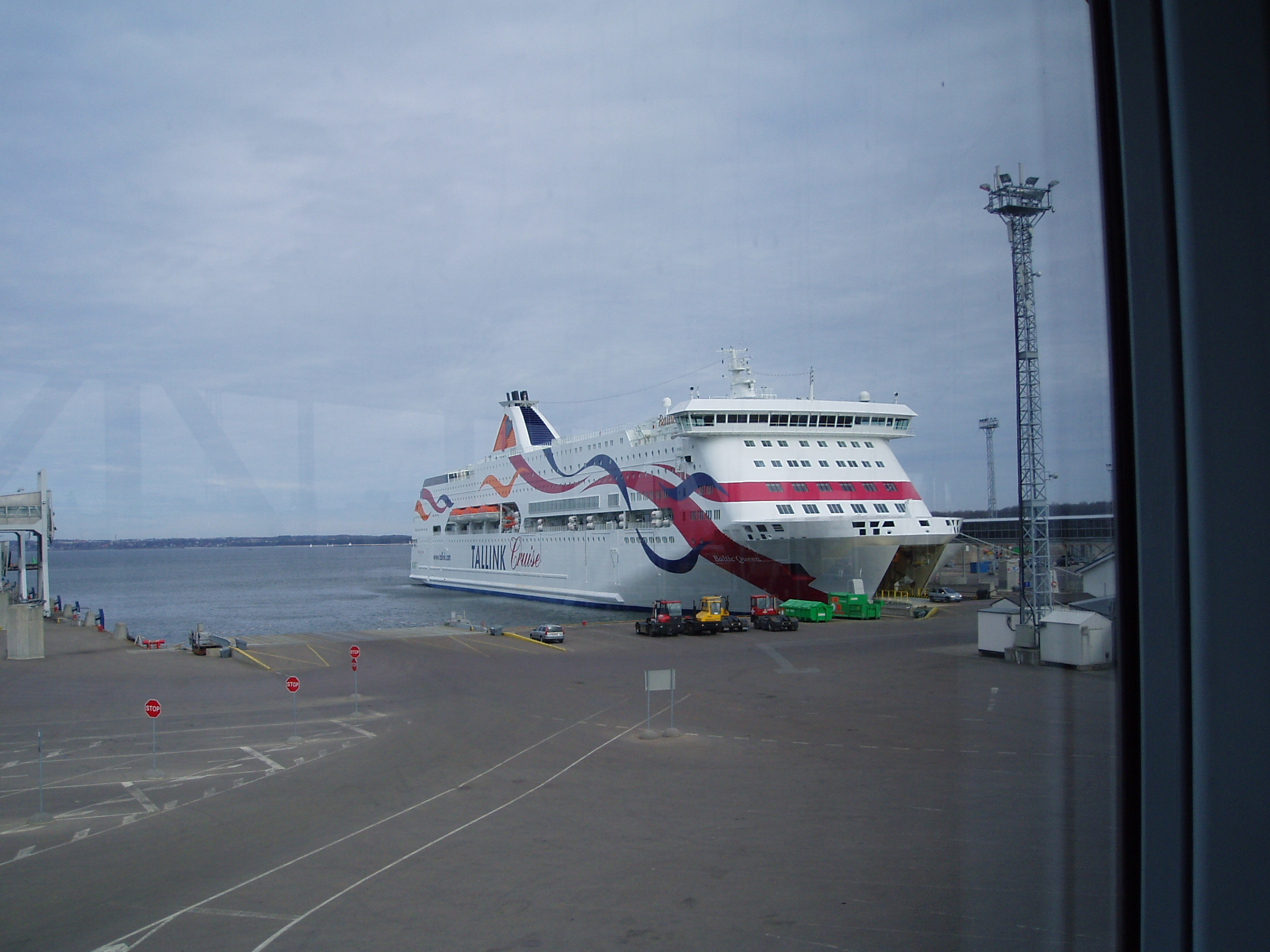
Новенькая Baltic Queen
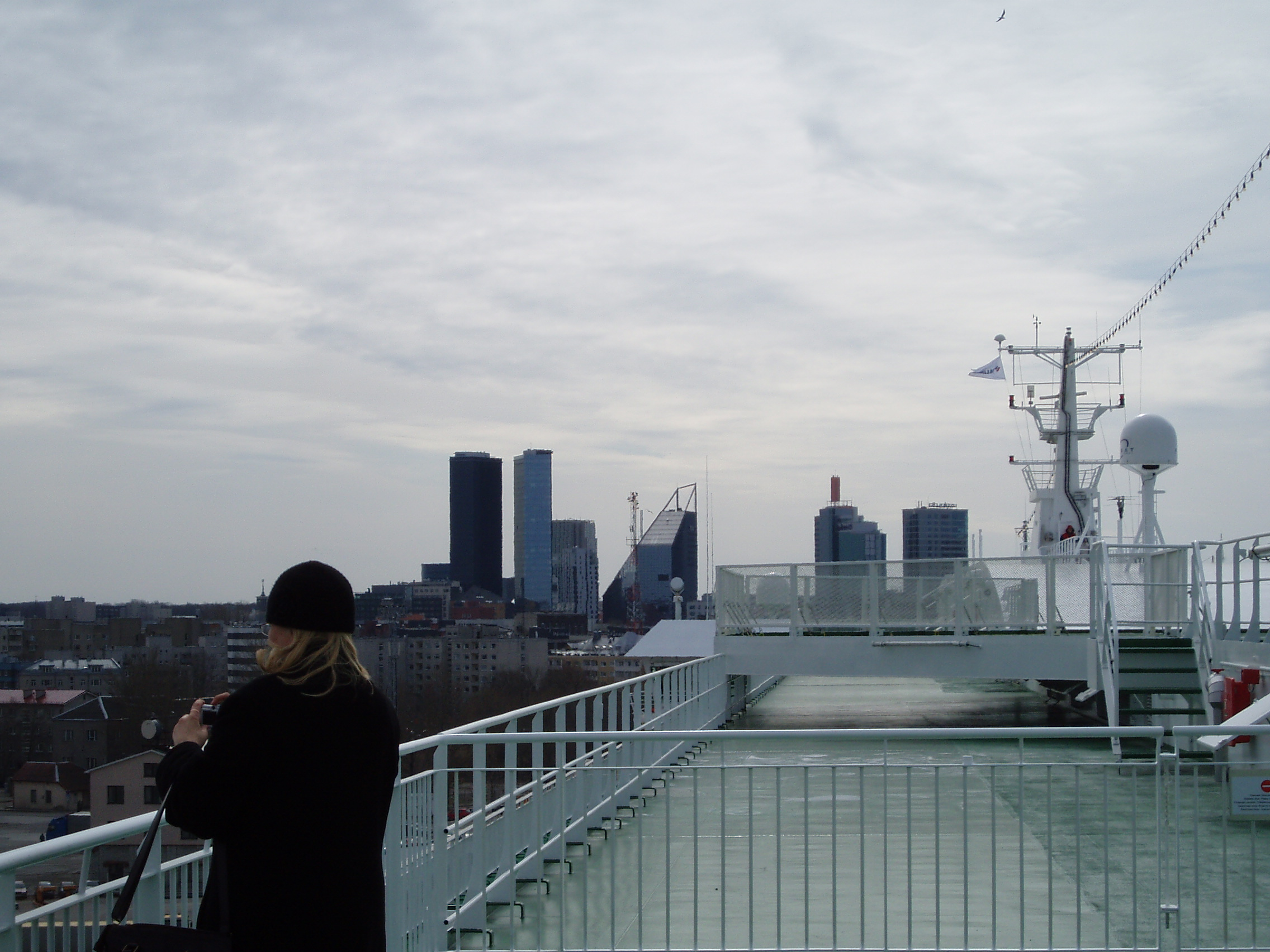
Вид на Таллин с верхней палубы
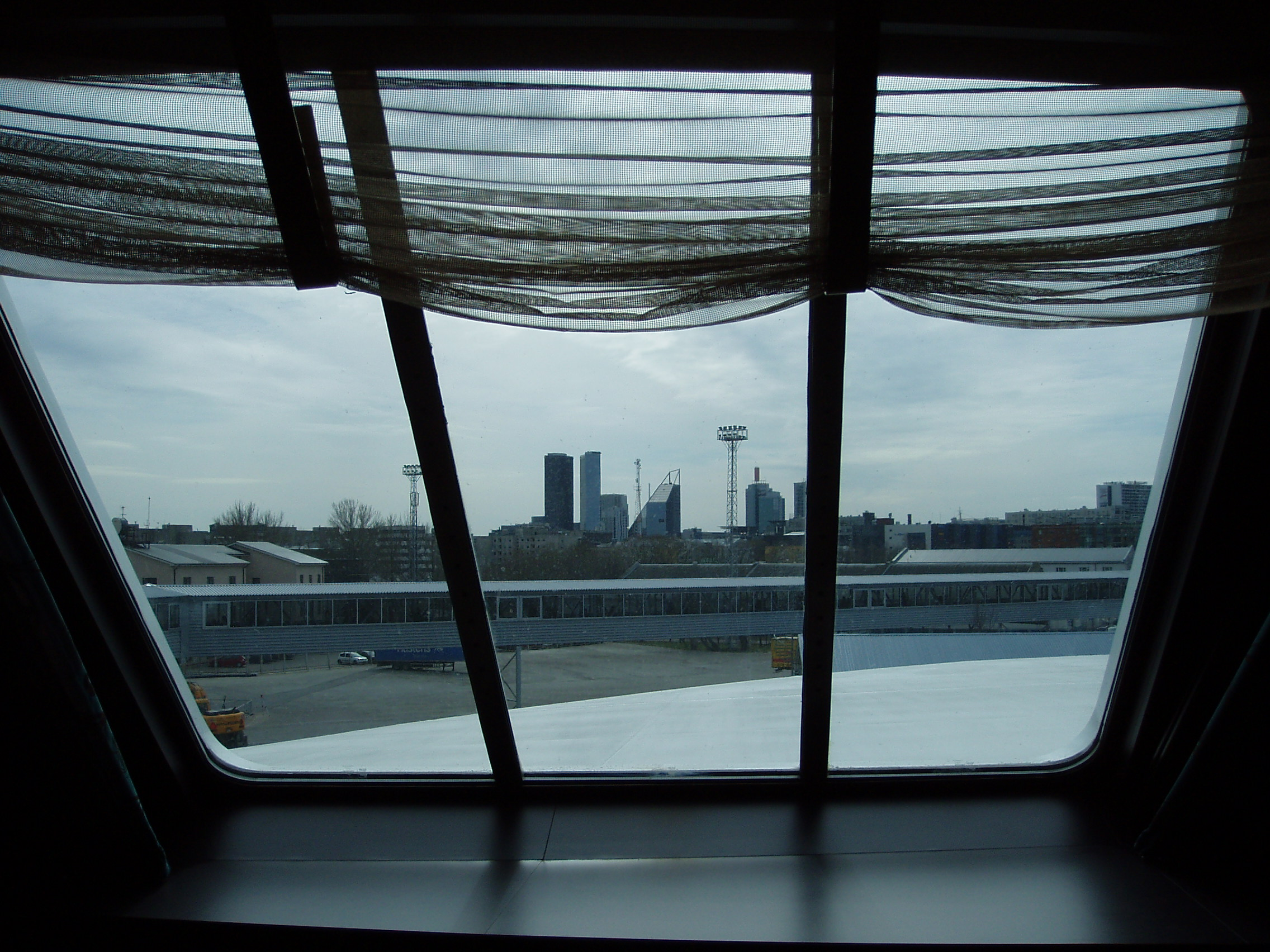
Вид из окна на город
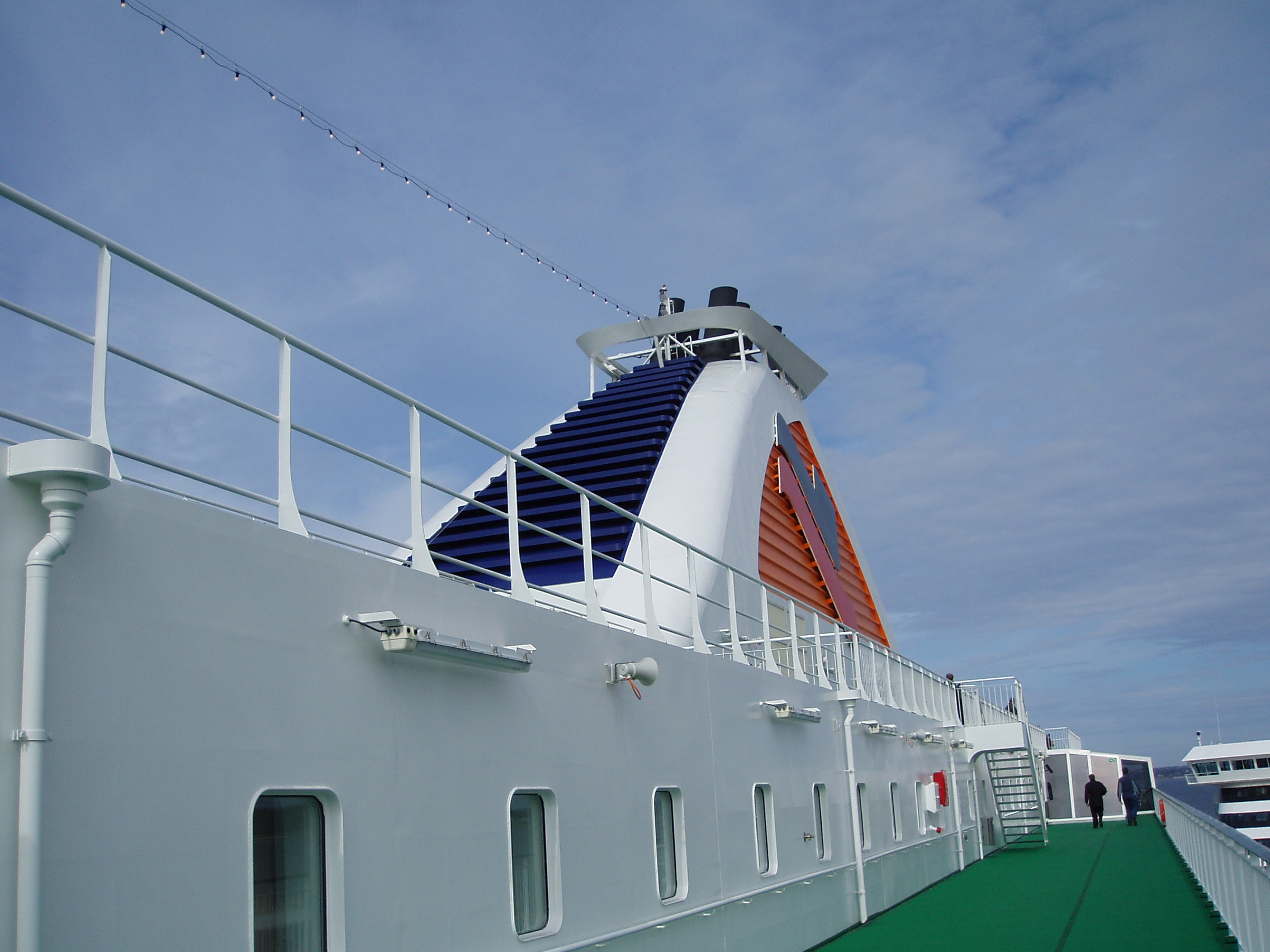
Труба с логотипом Tallink
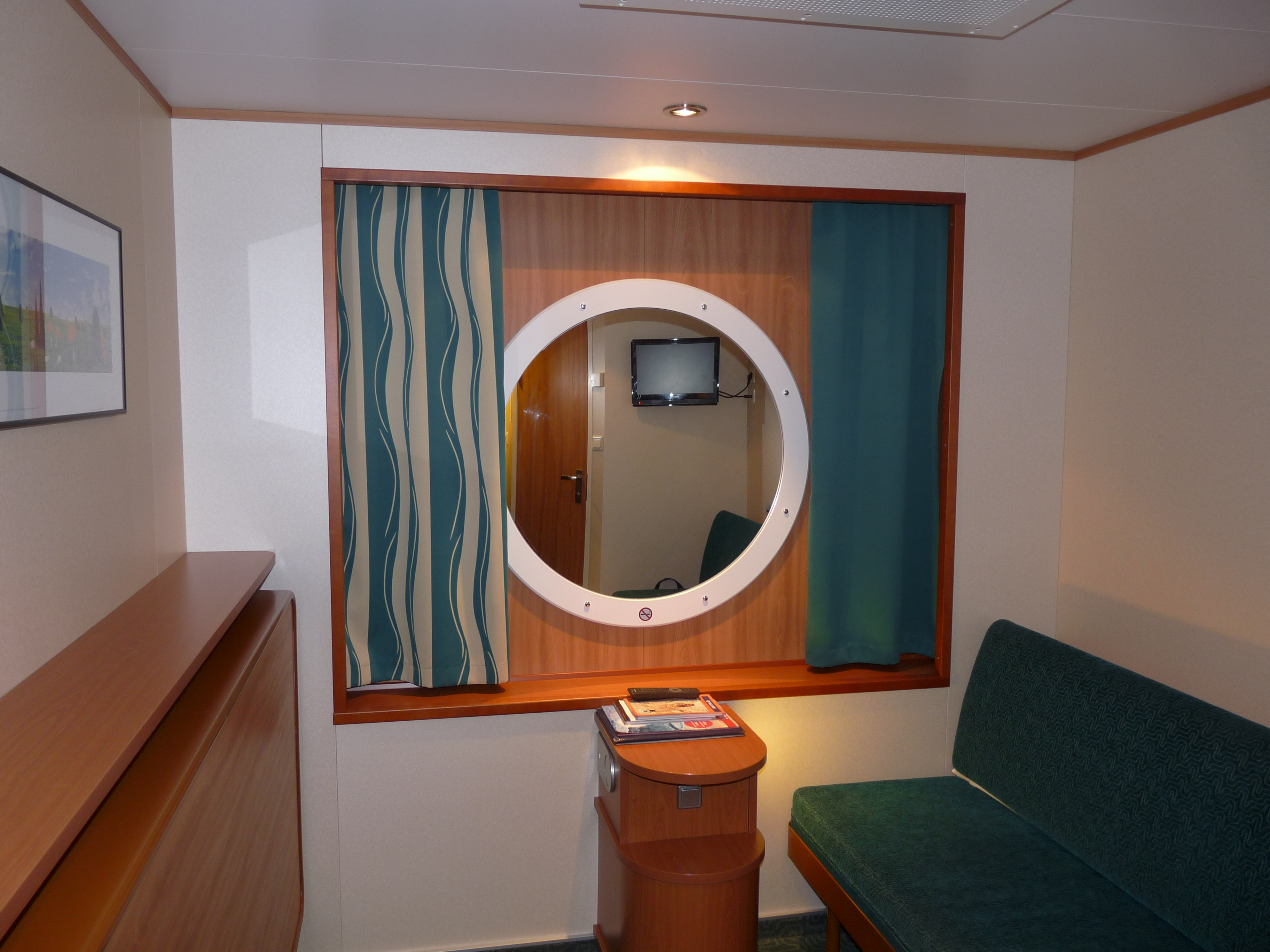
Интерьер каюты на 2 человека
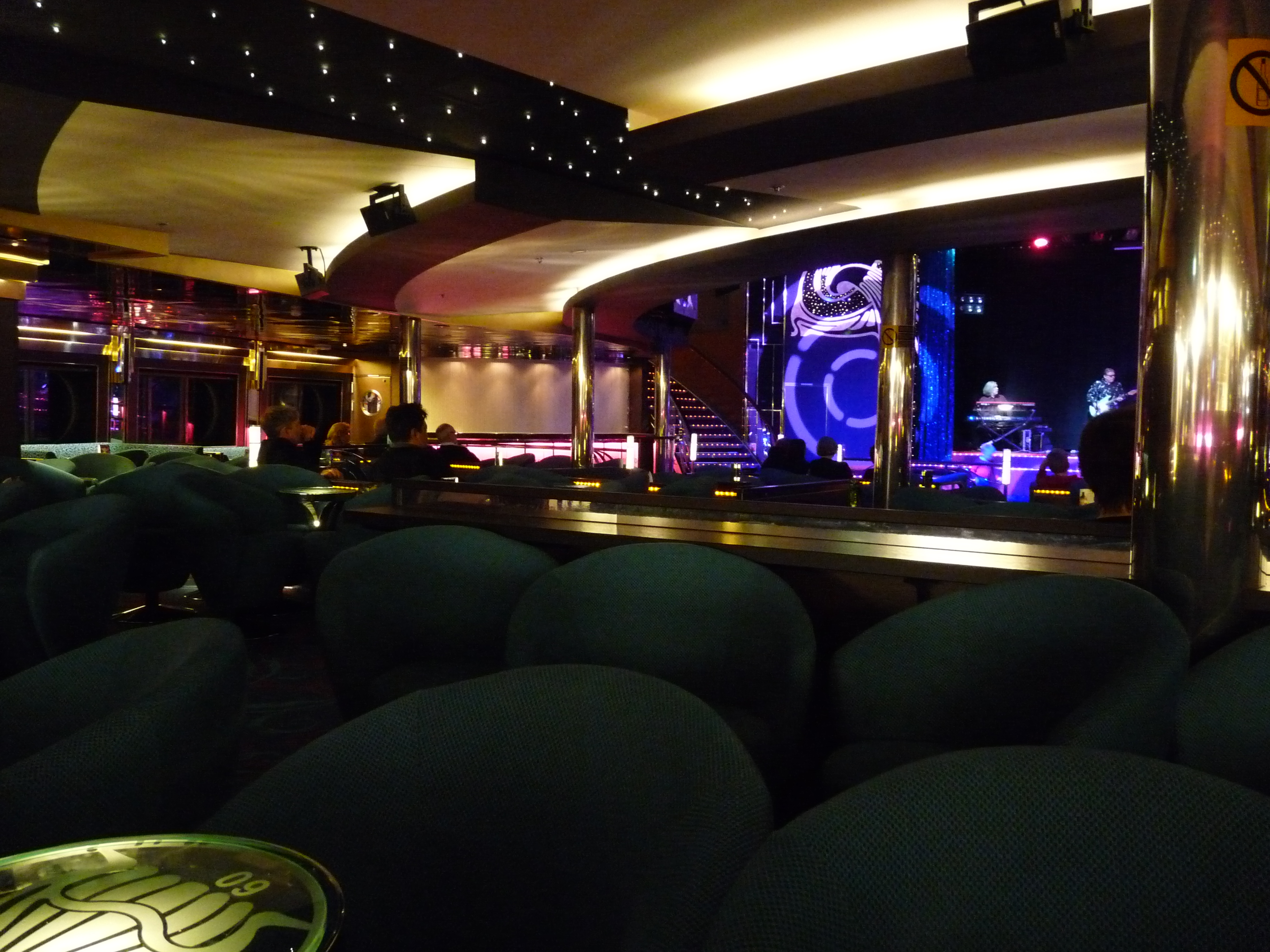
Сцена на шестой палубе
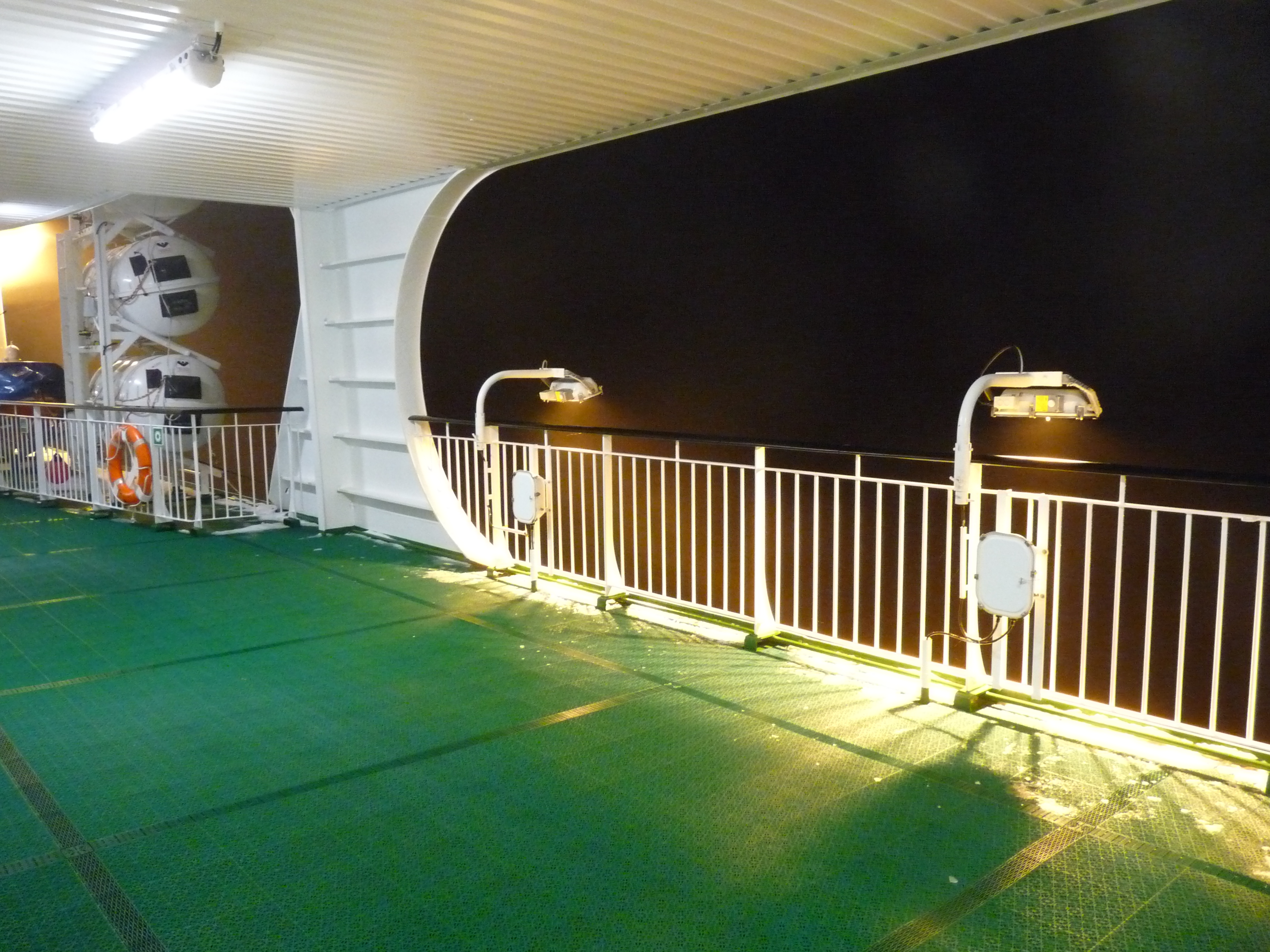
Выход на свежий воздух из ресторана